# Placidochromis milomo
Placidochromis milomo är en fiskart som beskrevs av Oliver, 1989. Placidochromis milomo ingår i släktet Placidochromis och familjen Cichlidae. IUCN kategoriserar arten globalt som livskraftig. Inga underarter finns listade i Catalogue of Life.